# Prodasineura verticalis
Prodasineura verticalis là loài chuồn chuồn trong họ Platycnemididae. Loài này được Selys mô tả khoa học đầu tiên năm 1860.

## Hình ảnh

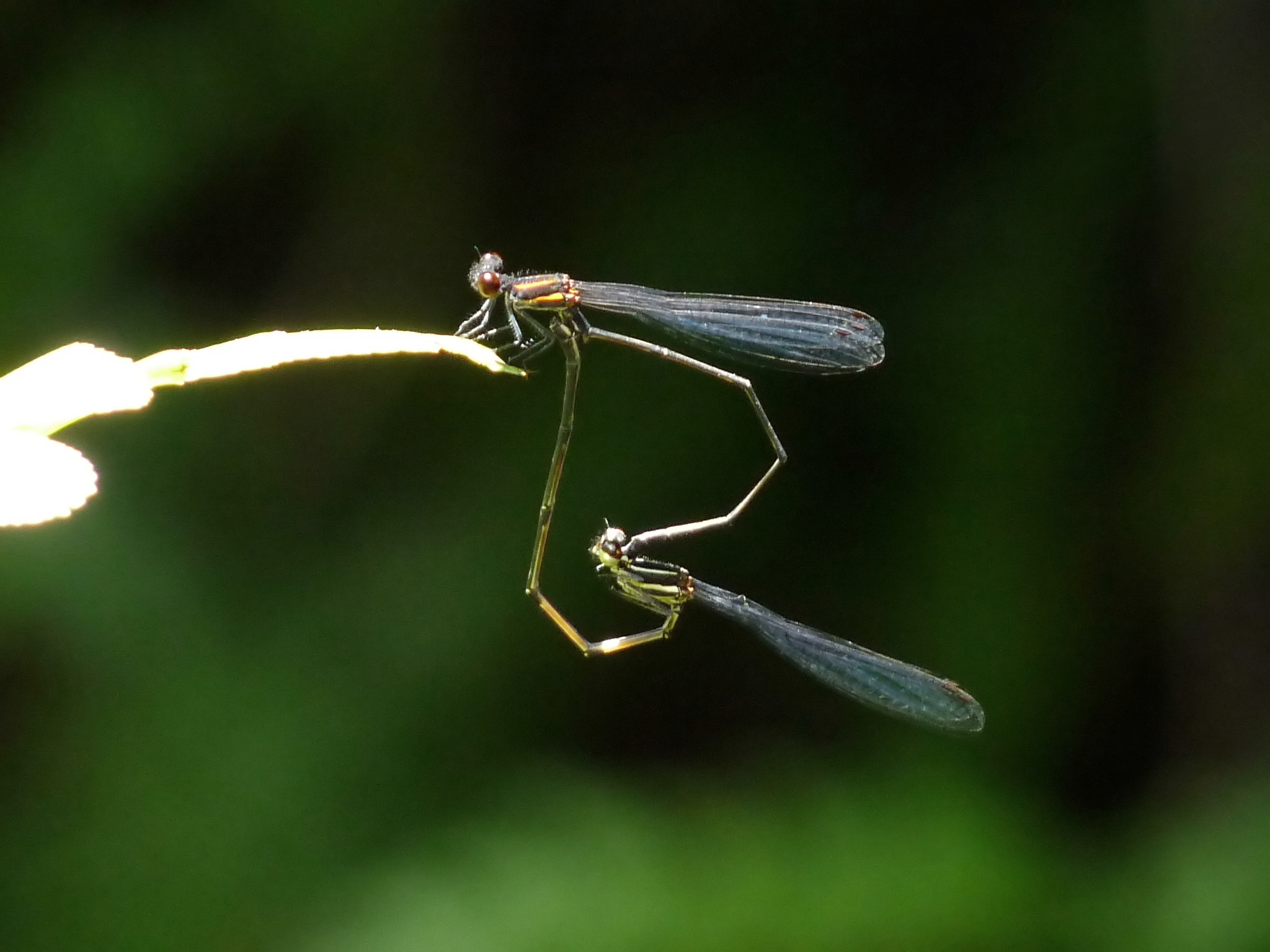
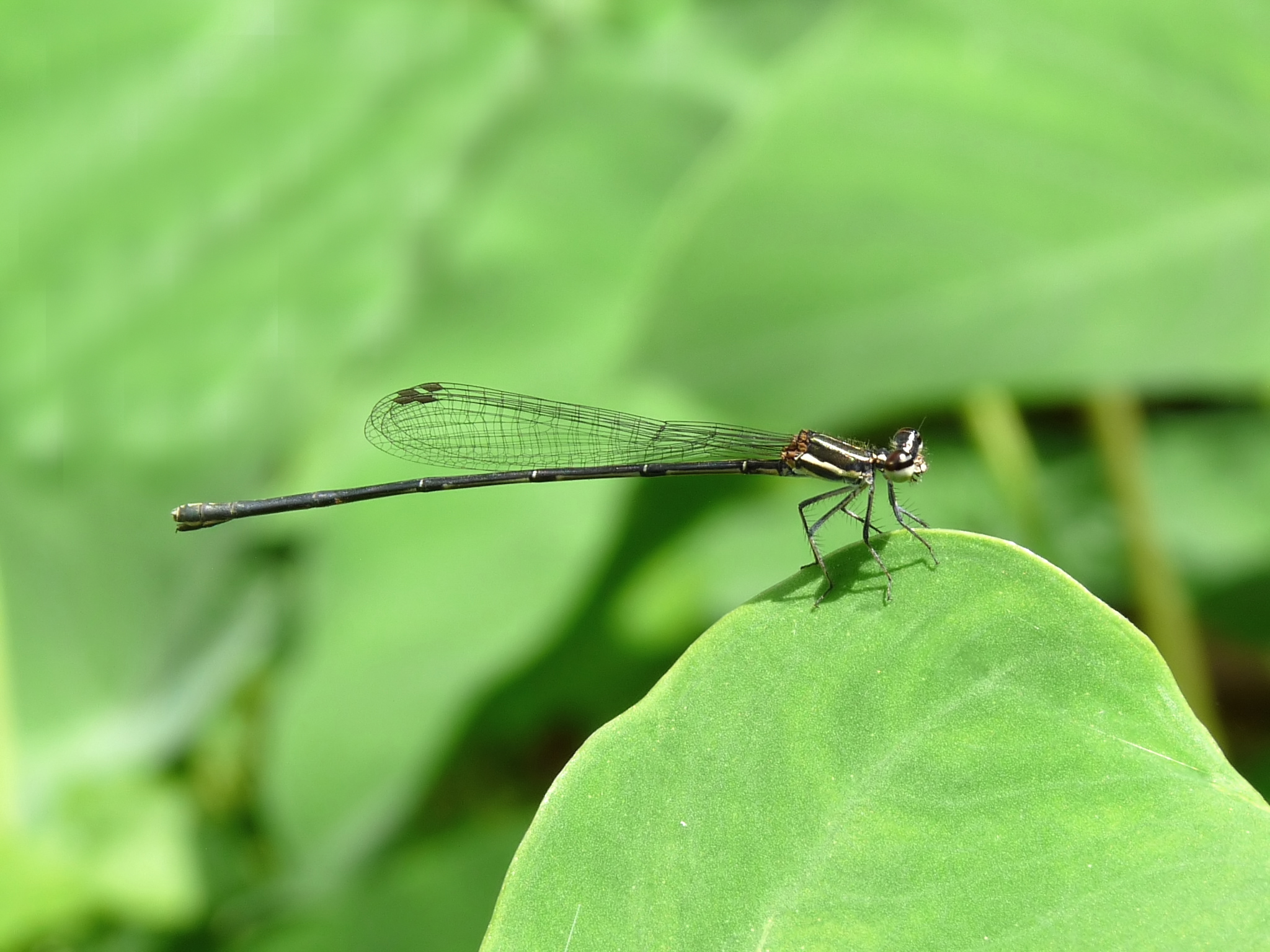
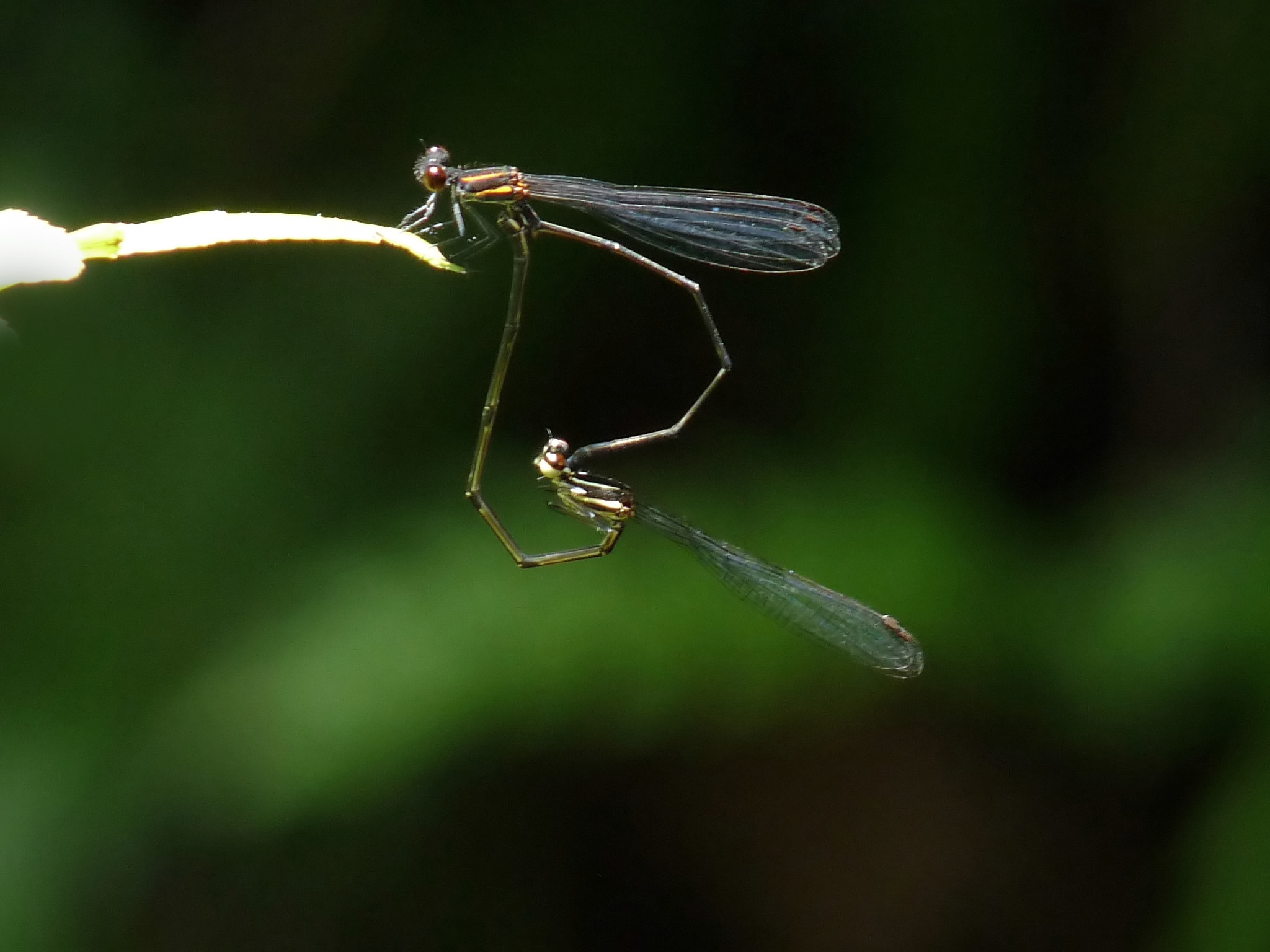
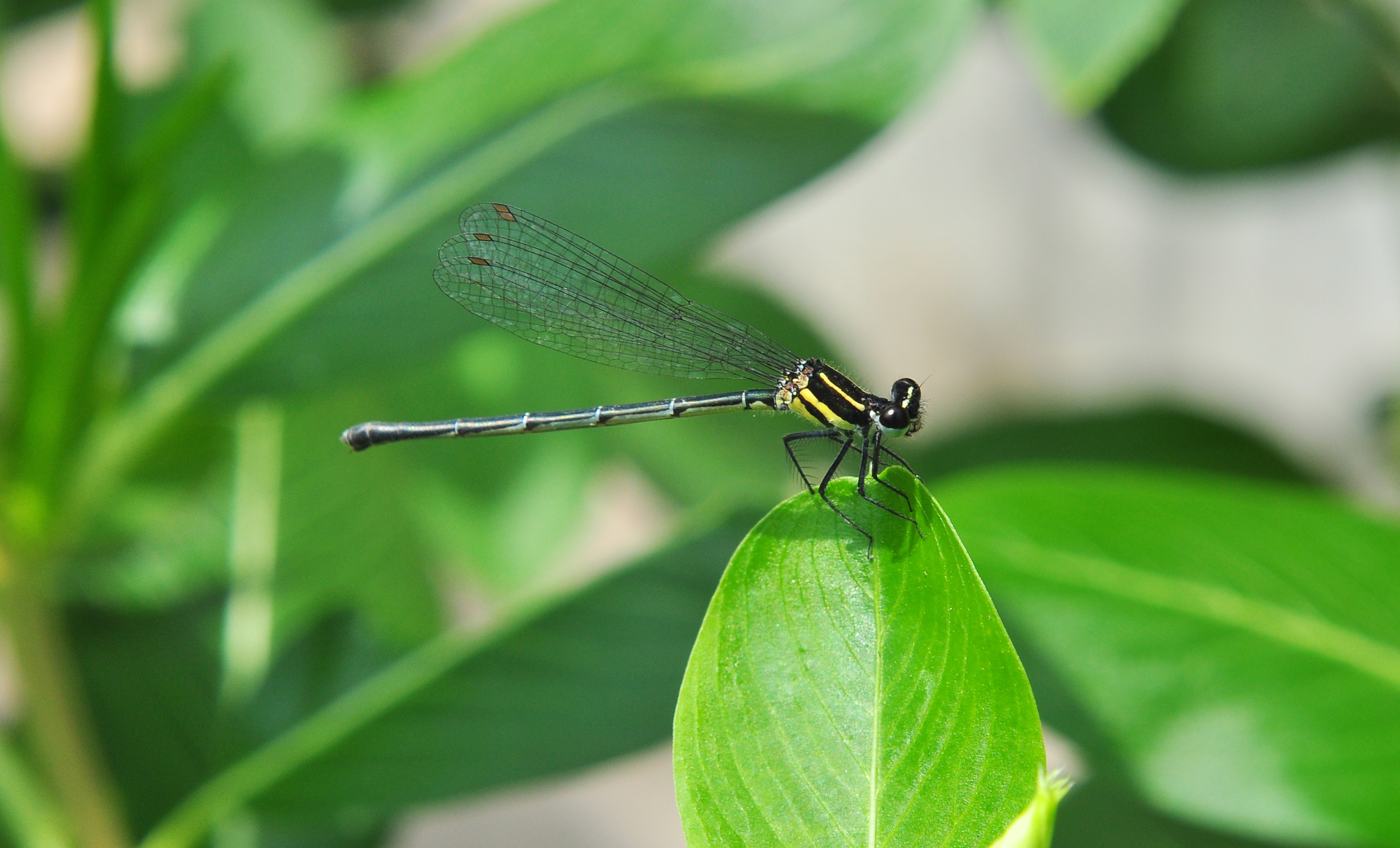